# TNT (Турция)
TNT е бивш телевизионен канал в Турция за филми и сериали. Създаден е през 2008 г., в партньорство между Turner Broadcasting System (САЩ) и Doğan Yayın Holding (Турция). На 18 август 2012 г. каналът спира излъчване и е заменен с tv2.
Каналът реши да се оттегли от Турция през 18 август 2012 г. До 18 август 2012 г. каналът беше достъпен до всеки турски кабелен и сателитен оператор.

## ТВ програми
- Gizli Saklı[2]
- Kırmızı Halı
- İzdivaç
- Ender Saraç'la Sağlıklı Yaşam
- Canlı Hayat
- Hülya Avşar Show
- Çarkıfelek
- Frame Türkiye
- Her Şey Gerçek
- Magazin Dünyası